# СКА Арена
СКА Аре́на — хоккейный стадион клуба Шанхай Дрэгонс в Санкт-Петербурге.
Располагается на месте снесённого СКК «Петербургский».

## Строительство
В 2017 году появились предложения о передаче СКК «Петербургский» в долгосрочную аренду хоккейному клубу СКА для превращения его в ледовую арену со вместимостью более 20 тысяч зрителей. В ходе обсуждений на градостроительном совете Санкт-Петербурга в 2018—2019 годах обсуждались две концепции реконструкции СКК: капитальная реконструкция с сохранением внешнего облика здания или полный снос здания с возведением на его месте новой ледовой арены. В итоге было решено на месте СКК построить новую ледовую арену, которая по вместимости должна стать самой большой в мире, обогнав Белл-центр. Новая арена также должна была принять чемпионат мира по хоккею в 2023 году, но не смогла сделать в связи с переносом чемпионата в другие страны. При этом указывается, что габариты нового комплекса должны быть больше, чем у предыдущего комплекса, иначе в нём будет невозможно разместить арену вместимостью более 20 тысяч человек, соответствующую современным требованиям. Также планируется застроить прилегающую территорию объектами социальной инфраструктуры и жилыми домами.
18 сентября 2019 года был объявлен конкурс на первый этап реконструкции комплекса. 24 октября 2019 года были подписаны документы на ликвидацию ГУП СКК «Петербургский», председателем ликвидационной комиссии назначен представитель «Газпрома», а вокруг квартала началась установка забора для проведения изыскательных работ на местности. 30 октября 2019 года подрядная организация «СКА-Арена», проводящая эти работы, начала производить демонтаж зрительских трибун и навесных металлических конструкций, светового и звукового оборудования.
Стоимость строительства должна составить около 37 миллиардов рублей, не более 10 из которых будет выделено из городского бюджета.
Весной 2020 года снос СКК «Петербургский» был завершён, и уже в июне территория была расчищена от строительного мусора. В июле компанией «СКА Арена» было получено разрешение на начало строительных работ по реконструкции кассовых павильонов, которые планируется превратить в спортивные площадки. В том же месяце начались земляные работы по подготовке свайного поля арены.
Осенью 2020 года начались работы по заливке фундамента и возведению монолитных сооружений арены. Весной 2021 года фундамент был готов и монолитные строения арены вышли за пределы нулевой отметки.
В апреле 2021 года Госстройнадзор Петербурга выдал разрешение на строительство новой ледовой арены. Новое здание «СКА Арены», конструктив которого предусмотрен в монолитном железобетоне, будет семиэтажным, разделённым на 14 секторов с максимальной высотой 53,7 м (снесённый СКК «Петербургский» был всего 40 м высотой). Общая площадь будущей арены составит 189,5 тыс. м² и дополнительные 1,5 тыс. м² от двух реконструируемых павильонов, где планируется разместить различные детские спортивные секции и музейно-выставочные пространства. Победителем закрытого международного архитектурного конкурса по выбору концепции фасада нового спорткомплекса стало австрийское архитектурное бюро Coop Himmelblau, которое предложило положить в основу архитектурного образа арены башню Владимира Татлина, плакаты Эль Лисицкого, динамику спорта и траектории фигурного катания олимпийского чемпиона Николая Панина-Коломенкина.
В мае 2023 года, пресс-служба застройщика сообщила, что арена готова на «почти 90 %» и её открытие запланировано на сентябрь того же года (начало хоккейного сезона).
В конце октября 2023 года Госстройнадзор Санкт-Петербурга продлил разрешение на строительство «СКА Арены» до 9 июня 2024 года.
3 ноября 2023 года объект введён в эксплуатацию.
Имеется одноимённая спортивная площадка в виде полноразмерного футбольного поля (проходят игры любительских команд, включая ряд матчей чемпионата Санкт-Петербурга в рамках Третьей лиги России).

## Эксплуатация
В 2023 году на арене планировали проведение матчей чемпионата мира по хоккею, но из-за вторжения России на Украину турнир перенесли в Тампере и Ригу.
9 и 10 декабря 2023 года на арене прошёл Матч звёзд КХЛ 2023.

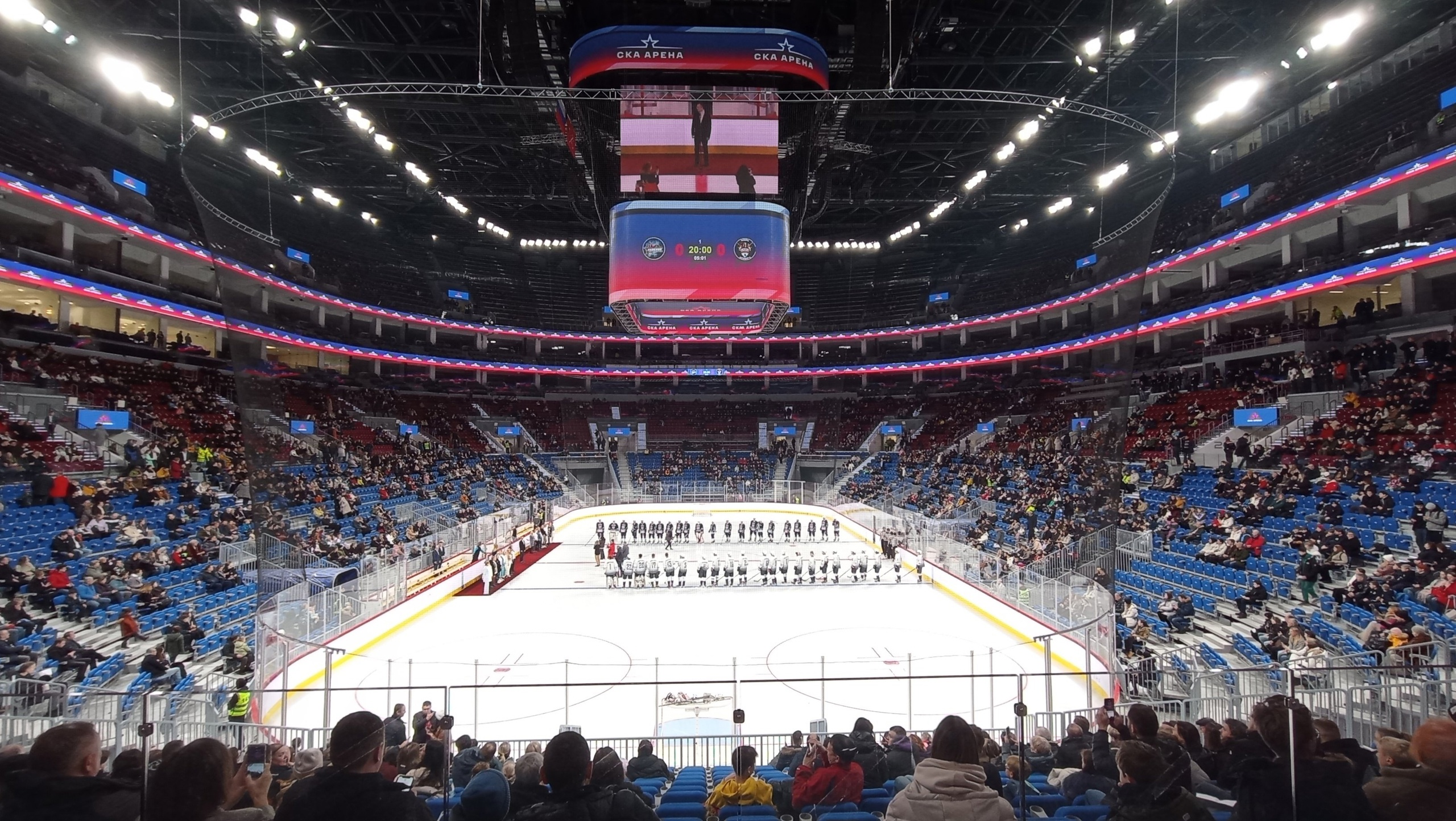
СКА Арена во время матча

11 февраля 2024 года состоялась первая официальная игра СКА с хоккейным клубом «Сочи» (8:1), по итогам которой петербургская команда назвала её самым посещаемым матчем в истории хоккейных стадионов (21 481 болельщик). В тот же день журналист «Спорт-Экспресса» Михаил Зислис опубликовал скриншот протокола матча регулярного чемпионата НХЛ между «Чикаго Блэкхокс» и «Калгари Флэймз» (5:2) 4 января 2009 года на Юнайтед-центр (22 146 зрителей). 12 февраля председатель совета директоров СКА Александр Медведев заявил, что матч с учётом гостей хоккейных клубов, родственников, волонтёров и работавших в ходе матча игру посетили 23 745 человек (подобные правила учёта применяются в РПЛ и РФС). Инцидент вызвал особенно недовольство главного тренера СКА Романа Ротенберга, ошибочно заявлявшего о максимальной вместимости United в 19 717 и нарушением чикагской командой норм безопасности в противовес ответственным действиям его родной команды.
К плей-офф Кубка Гагарина 2024 вместимость была увеличена до 22 500 мест.
9 июня 2024 года на арене произошёл пожар, были повреждены трибуны и чаша стадиона.
В июле 2024 года ХК СКА объявил, что из-за проблем с системами пожаротушения по соображениям безопасности не будет проводить в сезоне 2024/2025 матчи на «СКА Арене». Возвращение игр клуба запланировано на 17 декабря 2024 года.
С 12 по 15 декабря 2024 года на арене прошёл Кубок Первого канала. 17 декабря 2024 года СКА провёл первый в сезоне матч на арене против «Локомотива» (2:3).
С сезона 2025/2026 СКА не будет проводить матчи на арене по причине низкой транспортной доступности во время ремонта станции метрополитена «Парк Победы». С того же сезона свои игры на арене будет проводить «Куньлунь Ред Стар».

### 2020-е годы
2025
- Концерты Анна Асти